# Eublaberus sulzeri
Eublaberus sulzeri es una especie de insecto blatodeo de la familia Blaberidae, subfamilia Blaberinae.

## Distribución geográfica
Se pueden encontrar en Surinam.

## Sinónimo
- Blatta sulzeri Guérin-Méneville, 1857.